# Jokilamminkivalo
Jokilamminkivalo är en kulle i Finland.   Den ligger i den ekonomiska regionen  Rovaniemi ekonomiska region  och landskapet Lappland, i den norra delen av landet, 700 km norr om huvudstaden Helsingfors. Toppen på Jokilamminkivalo är 230 meter över havet.
Terrängen runt Jokilamminkivalo är huvudsakligen platt.Runt Jokilamminkivalo är det mycket glesbefolkat, med 2 invånare per kvadratkilometer.